# つきじ 植むら
つきじ 植むら（つきじうえむら）は、株式会社 植むらフーズが展開する高級和食チェーンである。

## 概要
1928年（昭和3年）、東京都中央区築地で創業。創業からの経緯は公表されていない。
会席料理・しゃぶしゃぶを中心に、各種御膳を取り揃える。旬の食材を使った料理と、落ち着いた和風の店内が特徴。
2025年（令和7年）現在は東京都・埼玉県・神奈川県に9店舗を展開。全ての店舗に個室（最低料金の設定あり）を設置している。

## 店舗一覧
- 築地本店（休業中）
- 竹芝賓館
- ウイング高輪店
- 湯島店 梅里
- 錦糸町店
- 船堀店　旬泉坊
- 聖蹟桜ヶ丘店
- 横須賀店　旬泉坊
- 浦和店